# 拍手 (神道)
拍手 是神道礼拜仪式，用于驚动神灵与祖先的灵魂（御魂）。

## 種類
一般礼拜只需拍手2次，部分特殊神社拍手次數不同，通常會特別告示，例如：出雲大社、宇佐八幡宮、弥彦神社4次，伊势神宮则8次。

## 由来
最早來自周礼中的振动，魏志倭人传中倭人，见大人所敬但搏手以当跪拜也是来源。